# 海老原博幸
海老原博幸（日語：海老原 博幸，1940年3月26日—1991年4月20日），日本前蝇量级世界拳王，东京都福生市出身。
海老原博幸的职业拳击生涯战绩为62胜5负1平，其中33次击倒对手。1963年9月，他在战胜泰国拳王蓬金铁后，成为了同时拥有世界拳击协会（WBA）、世界拳击理事会（WBC）、《拳台》杂志（The Ring）以及正统拳王头衔的世界拳王。精灵宝可梦中的快拳郎（エビワラー）的名称便源于海老原博幸。